# Radio Spannenburg
Radio Spannenburg is de streekomroep van De Friese Meren (De Fryske Marren).
Radio Spannenburg zendt uit via de ether op 96,4 Mhz FM vanaf een zendmast achter de Dubbelstraat in Balk en op 106,7 MHz FM vanaf het flatgebouw Lânsicht, de zuidelijkste Muntflat, in Heerenveen. Op de website is ook een livestream beschikbaar.
De naam Radio Spannenburg ontleent de omroep aan de Toren van Spannenburg. Radio Lemsterland, een van de twee voorgangers van Radio Spannenburg, zond uit vanuit deze toren, maar de huur werd te hoog. 